# Distrito Escolar Independiente North East
Distrito Escolar Independiente North East (North East Independent School District) es un distrito escolar en Texas. Tiene su sede en San Antonio.
El distrito sirve a las ciudades de Castle Hills, Hill Country Village, Hollywood Park, y Windcrest, y partes de San Antonio, Balcones Heights, Terrell Hills, y Timberwood Park.

## Escuelas
- ACE
- Agriscience Magnet Program KSAT Magnet School
- Alternative Center/HSRC
- Automotive Technology AcademyKSAT Magnet School
- Center School
- Churchill High School
- DATAKSAT Magnet School
- Electrical Systems TechnologyKSAT Magnet School
- ETAKSAT Magnet School
- Evening High School
- ISAKSAT Magnet School
- Johnson High School
- Lee High School
- MacArthur High School
- Madison High School
- NESA NESA Magnet School
- NETS
- Reagan High School
- Roosevelt High School
- STEMKSAT Magnet School